# Сан-Леоне I
Сан-Леоне-Маґно, Сан-Леоне І (італ. San Leone Magno, San Leone I) — титулярна церква посвячена папі Леву I в районі Рима Prenestino-Labicano на Віа Пренесте.

## Історія
Побудова церкви здійснена з 1950 по 1952 рік за проєктом архітектора Джузеппе Цандера та освячена 7 жовтня 1952 року кардиналом Клеменсом Мікарою.

## Титулярна церква
З 5 лютого 1965 церква є титулярною за апостольською конституцією папи Павла VI Romanorum Pontificum morem.
З 21 лютого 2001 кардинал-священник з титулом церкви Сан Леоне Маґно є екс-голова конфедереції німецьких єпископів Карл Леманн.